# 12살.
《12살.》(12歳。)은 마이타 나오가 쓴 일본의 일상물, 로맨스, 소녀 만화다.쇼가쿠칸의 잡지 챠오에서 2012년에 연재를 시작했고 그 이후로 단행본은 총 19권으로 완간되었다.
오리지널 비디오 애니메이션은 2014년 4월에 발매되었고, 비디오 게임으로도 발매되었다. 애니메이션 시리즈는 《12살: 작은 가슴의 두근거림》이라는 제목으로 총 2기까지 제작되어 제 1기는 2016년 4월부터 6월까지 방송했고 2기는 2016년 10월부터 2016년까지 방송되었다. 초등학교 6학년인 아야세 하나비와 가장 친한 친구 아오이 유이를 중심으로 한 사랑과 우정을 그린 작품이다. 대한민국에서는 투니버스에서 1기는 2017년 2월 6일부터 4월 24일까지는 한 주에 한 화씩 방영했으나, 2기는 같은 해 8월 7일부터 9월 14일까지 한 주에 2화씩 방영했으며, 1화부터 16화까지는 매주 월요일 오후 8시, 17화부터 24화까지는 매주 목요일 오후 9시에 방영했다.

## 우리말 녹음 목소리 출연
- 여윤미: 나여름
- 심규혁: 서유신
- 김율: 도푸르메
- 정혜원: 윤솔연
- 김현심: 박마린
- 방연지: 송이래
- 김지율: 차한오
- 정유정: 이두리, 김가영
- 이수진: 6학년 2반 담임선생님, 강윤아
- 김가령: 최아주
- 김신우: 최창우, 나태양
- 김명준: 제하영
- 남도형: 은도
- 박리나: 신아영

## 우리말 녹음 방영 목록

### 시즌 1
| 회차 | 제목               | 방송 일자       | 방송 시간                |
| ---- | ------------------ | --------------- | ------------------------ |
| 1화  | 키스!? 싫어? 좋아! | 2017년 2월 6일  | 매주 월요일 밤 8시 ~ 9시 |
| 2화  | 고백               | 2017년 2월 13일 | 매주 월요일 밤 8시 ~ 9시 |
| 3화  | 더블 데이트        | 2017년 2월 20일 | 매주 월요일 밤 8시 ~ 9시 |
| 4화  | 삼각관계           | 2017년 2월 27일 | 매주 월요일 밤 8시 ~ 9시 |
| 5화  | 생일               | 2017년 3월 6일  | 매주 월요일 밤 8시 ~ 9시 |
| 6화  | 승부               | 2017년 3월 13일 | 매주 월요일 밤 8시 ~ 9시 |
| 7화  | 시작               | 2017년 3월 20일 | 매주 월요일 밤 8시 ~ 9시 |
| 8화  | 이름               | 2017년 3월 27일 | 매주 월요일 밤 8시 ~ 9시 |
| 9화  | 친구               | 2017년 4월 3일  | 매주 월요일 밤 8시 ~ 9시 |
| 10화 | 견우와 직녀        | 2017년 4월 10일 | 매주 월요일 밤 8시 ~ 9시 |
| 11화 | 물빛 사랑          | 2017년 4월 17일 | 매주 월요일 밤 8시 ~ 9시 |
| 12화 | 여름 축제          | 2017년 4월 24일 | 매주 월요일 밤 8시 ~ 9시 |

### 시즌 2
| 통합회차 | 회차 | 제목               | 방송 일자       | 방송 시간                 |
| -------- | ---- | ------------------ | --------------- | ------------------------- |
| 13화     | 1화  | 좋아? 키스! 키스?! | 2017년 8월 7일  | 매주 월요일 밤 8시 ~ 9시  |
| 14화     | 2화  | 라이벌             | 2017년 8월 7일  | 매주 월요일 밤 8시 ~ 9시  |
| 15화     | 3화  | 약속               | 2017년 8월 14일 | 매주 월요일 밤 8시 ~ 9시  |
| 16화     | 4화  | 마음               | 2017년 8월 14일 | 매주 월요일 밤 8시 ~ 9시  |
| 17화     | 5화  | 비가 그친 뒤       | 2017년 8월 24일 | 매주 목요일 밤 9시 ~ 10시 |
| 18화     | 6화  | 어울림             | 2017년 8월 24일 | 매주 목요일 밤 9시 ~ 10시 |
| 19화     | 7화  | 짝사랑             | 2017년 8월 31일 | 매주 목요일 밤 9시 ~ 10시 |
| 20화     | 8화  | 어른               | 2017년 8월 31일 | 매주 목요일 밤 9시 ~ 10시 |
| 21화     | 9화  | 수학여행           | 2017년 9월 7일  | 매주 목요일 밤 9시 ~ 10시 |
| 22화     | 10화 | 안녕               | 2017년 9월 7일  | 매주 목요일 밤 9시 ~ 10시 |
| 23화     | 11화 | 영원               | 2017년 9월 14일 | 매주 목요일 밤 9시 ~ 10시 |
| 24화     | 12화 | 정말 좋아해        | 2017년 9월 14일 | 매주 목요일 밤 9시 ~ 10시 |

## 한국판 주제가 및 스텝

### 주제가

#### 시즌 1
- 여는 노래

<Sweet Sensation>
개사 - 장동준
노래 - 홍희선
- 닫는 노래

<애어른 모드>
개사 - 장동준
노래 - 여윤미(나여름), 정혜원(윤솔연)

#### 시즌 2
- 여는 노래

<있잖아, 너에게만>
개사: 장동준
노래: 여윤미, 정혜원
- 마무리 노래

<용기의 날개>
개사: 장동준
노래: 홍희선

### 스탭

#### 통합
- 기획: 신동식(시즌1,2)
- 책임 프로듀서: 고은주, 신길주(시즌1,2)
- 편성: 강유미, 이민순, 이세영(시즌1,2)
- 판권: 박준형, 김보석, 이재희, 서심지(시즌1,2) (김진희, 박형준 시즌2)
- 아트디자인 : 강현섭(시즌1,2)
- 특별감독 : 한우섭, 박용섭, 문용덕, 강재현, 우경애(시즌1,2) (이성희, 조정숙 시즌2)
- 사업 마케팅: 윤여민, 성수희, 김수경, 김민지, 이선희, 구희준, 남경인, 임이레, 김예진, 유도희 옥영은(시즌1,2) 홍수빈(시즌2)
- 콘텐츠 제작: 김이경, 최우석, 박용진, 김의진, 김진아, 조승희, 김용만, 류정혜, 정송이(시즌1,2)
- 브랜드 디자인: 장우신, 김백준, 홍지예, 김윤경, 차주현, 김선화 김혜경(시즌1,2), 황예찐(시즌2)
- 운행: 조승연, 문다솜 이혜인 (시즌2)
- 타이틀 CG: 김윤경, 김유정(시즌1,2)
- 화면 수정: 서선지, 엄지현, 김수인, 김혜진 김수지(시즌2)
- 번역: 권이강(시즌1) 서명주(시즌2)
- 녹음&믹싱: 두지현(시즌1,2)
- 연출: 김이경(시즌1,2)
- 우리말 제작: Tooniverse(투니버스)

## 관련 서적
- 원작 만화는 대원씨아이(대원키즈)에서 발행하고 있으며, 2021년 4월 기준으로 14권까지 나왔으며, 이름은 원판 그대로 썼다.
- 필름북은 1기에 해당하는 총 12화 전 4권이 학산문화사에서 나왔다.

### 필름북 발행 일자
| 회차 | 제목               | 발행 일자        |
| ---- | ------------------ | ---------------- |
| 1화  | 키스!? 싫어? 좋아! | 2017년 11월 25일 |
| 2화  | 고백               | 2017년 11월 25일 |
| 3화  | 더블 데이트        | 2017년 11월 25일 |
| 4화  | 삼각관계           | 2018년 1월 25일  |
| 5화  | 생일               | 2018년 1월 25일  |
| 6화  | 남자, 친구         | 2018년 1월 25일  |
| 7화  | 시작               | 2018년 3월 13일  |
| 8화  | 이름               | 2018년 3월 13일  |
| 9화  | 친구               | 2018년 3월 13일  |
| 10화 | 견우와 직녀        | 2018년 4월 3일   |
| 11화 | 물빛 사랑          | 2018년 4월 3일   |
| 12화 | 여름 축제          | 2018년 4월 3일   |